# Bertoldo I d'Este

Stemma della famiglia d'Este

Bertoldo I d'Este (... – 21 luglio 1343) è stato marchese d'Este dal 1317.

## Biografia
Figlio di Francesco d'Este e di Orsina Orsini, fece parte del governo di Ferrara assieme al fratello Azzo IX, però non risultò nominato nelle investiture imperiali della famiglia del 1323. Nel 1331 la famiglia venne iscritta al Patriziato veneto. Nel 1333 venne creato cavaliere dal cugino Rinaldo II d'Este. Fu signore di Ariano.

## Discendenza
Sposò nel 1324 in prime nozze Domenica Pio e nel 1339 in seconde nozze Caterina da Camino. Ebbe due figli:
- Francesco (1325-1384), marchese d'Este
- Orsina, sposò Federico Savorgnan

## Ascendenza
|                                        |                                  |                                          | Genitori                 |  |  | Nonni |  |  | Bisnonni       |  |  | Trisnonni                            |  |
|                                        |                                  |                                          |                          |  |  |       |  |  | Rinaldo d'Este |  |  | Azzo VII d'Este, marchese di Ferrara |  |
|                                        |                                  |                                          |                          |  |  |       |  |  | Rinaldo d'Este |  |  | Azzo VII d'Este, marchese di Ferrara |  |
|                                        |                                  | Giovanna di Puglia                       |                          |  |  |       |  |  | Rinaldo d'Este |  |  |                                      |  |
| Obizzo II d'Este, marchese di Ferrara  |                                  |                                          |                          |  |  |       |  |  | Rinaldo d'Este |  |  |                                      |  |
|                                        |                                  | …                                        | …                        |  |  |       |  |  |                |  |  |                                      |  |
|                                        |                                  | …                                        | …                        |  |  |       |  |  |                |  |  |                                      |  |
|                                        |                                  | …                                        | …                        |  |  |       |  |  |                |  |  |                                      |  |
| Francesco, marchese d'Este             |                                  | …                                        |                          |  |  |       |  |  |                |  |  |                                      |  |
|                                        |                                  | Alberto I della Scala, signore di Verona | Jacopino della Scala     |  |  |       |  |  |                |  |  |                                      |  |
|                                        |                                  | Alberto I della Scala, signore di Verona | Jacopino della Scala     |  |  |       |  |  |                |  |  |                                      |  |
|                                        |                                  | Alberto I della Scala, signore di Verona | Elisa Superbi            |  |  |       |  |  |                |  |  |                                      |  |
| Costanza della Scala                   |                                  | Alberto I della Scala, signore di Verona |                          |  |  |       |  |  |                |  |  |                                      |  |
|                                        |                                  | Verde di Salizzole                       | …                        |  |  |       |  |  |                |  |  |                                      |  |
|                                        |                                  | Verde di Salizzole                       | …                        |  |  |       |  |  |                |  |  |                                      |  |
|                                        |                                  | Verde di Salizzole                       | …                        |  |  |       |  |  |                |  |  |                                      |  |
| Bertoldo I, marchese d'Este            |                                  | Verde di Salizzole                       |                          |  |  |       |  |  |                |  |  |                                      |  |
|                                        | Gentile I, signore di Pitigliano | Matteo Rosso Orsini, signore di Vicovaro |                          |  |  |       |  |  |                |  |  |                                      |  |
|                                        | Gentile I, signore di Pitigliano | Matteo Rosso Orsini, signore di Vicovaro |                          |  |  |       |  |  |                |  |  |                                      |  |
|                                        | Gentile I, signore di Pitigliano | Perna Caetani                            |                          |  |  |       |  |  |                |  |  |                                      |  |
| Bertoldo Orsini, signore di Pitigliano | Gentile I, signore di Pitigliano |                                          |                          |  |  |       |  |  |                |  |  |                                      |  |
|                                        |                                  | Costanza de Cardinale                    | Bonaventura de Cardinale |  |  |       |  |  |                |  |  |                                      |  |
|                                        |                                  | Costanza de Cardinale                    | Bonaventura de Cardinale |  |  |       |  |  |                |  |  |                                      |  |
|                                        |                                  | Costanza de Cardinale                    | …                        |  |  |       |  |  |                |  |  |                                      |  |
| Orsina Orsini                          |                                  | Costanza de Cardinale                    |                          |  |  |       |  |  |                |  |  |                                      |  |
|                                        |                                  | …                                        | …                        |  |  |       |  |  |                |  |  |                                      |  |
|                                        |                                  | …                                        | …                        |  |  |       |  |  |                |  |  |                                      |  |
|                                        |                                  | …                                        | …                        |  |  |       |  |  |                |  |  |                                      |  |
| Filippa                                |                                  | …                                        |                          |  |  |       |  |  |                |  |  |                                      |  |
|                                        |                                  | …                                        | …                        |  |  |       |  |  |                |  |  |                                      |  |
|                                        |                                  | …                                        | …                        |  |  |       |  |  |                |  |  |                                      |  |
|                                        |                                  | …                                        | …                        |  |  |       |  |  |                |  |  |                                      |  |
|                                        |                                  | …                                        |                          |  |  |       |  |  |                |  |  |                                      |  |